# Jan z Wałaamu
Jan z Wałaamu, imię świeckie Iwan Aleksiejewicz Aleksiejew (ur. 14 lutego?/26 lutego 1873  w Gubce, zm. 6 czerwca 1958 w Heinävesi) – rosyjski mnich prawosławny związany z monasterami Wałaam i Nowy Wałaam, autor pouczeń duchowych (święty starzec). 

## Życiorys
Pochodził z rodziny chłopskiej z guberni twerskiej. Jego matka zajmowała się szyciem, ojciec - wyplataniem obuwia. Miał troje rodzeństwa. Ukończył szkołę cerkiewno-parafialną w Iljinskim, prowadzoną przez mnichów z Wałaamu. Następnie wyjechał do pracy w Petersburgu, gdzie jego starszy brat prowadził zajazd. Od dzieciństwa był religijny, pielgrzymował do monasteru św. Nila ze Stołobny i czytał żywoty świętych. W 1889 r. szesnastoletni Iwan udał się najpierw do Monasteru Koniewskiego, a następnie, gdy atmosfera w tym klasztorze nie spodobała mu się, zgłosił się do wspólnoty monasteru Wałaam. Żył w skicie św. Germana z Wałaamu, pracował w klasztornym gospodarstwie, przy inwentarzu i pracach polowych, a także w piekarni i w pracowni szewskiej. Musiał opuścić monaster, gdy został powołany do odbycia służby wojskowej. Po czterech latach służby wrócił na pewien czas do rodziców, a następnie udał się ponownie na Wałaam. 
Od 1906 r. był posłusznikiem. Przez dwa lata żył w placówce filialnej monasteru w Petersburgu, gdzie zajmował się zakupem zaopatrzenia dla klasztoru i wysyłaniem go na wyspy, gdzie żyli mnisi. Następnie skierowano go, na własną prośbę, do skitu św. Eliasza. W 1910 r. został postrzyżony na mnicha, przyjmując imię zakonne Hiacynt. W kolejnych latach był kierownikiem bufetu dla pielgrzymów przybywających na Wałaam, psalmistą w cerkwi skitu św. Germana, a wreszcie został przeniesiony do skitu św. Jana Chrzciciela, gdzie prowadził życie pustelnicze.
W 1921 r. mnichowi Hiacyntowi powierzono kierowanie monasterem Świętej Trójcy i św. Tryfona na Półwyspie Kolskim. Funkcję tę wykonywał przez dziesięć lat, choć nie był z niej zadowolony, z trudem zarządzał wspólnotą i dwukrotnie prosił władze duchowne o zgodę na powrót na Wałaam. W związku z powierzeniem mu obowiązków przełożonego wspólnoty mniszej 13 listopada 1921 r. został wyświęcony na hierodiakona, 15 listopada - na hieromnicha, zaś 11 grudnia nadano mu godność ihumena. Zgodę na opuszczenie Półwyspu Kolskiego otrzymał ostatecznie w 1931 r. (według innego źródła - w 1932 r.) i powrócił do skitu św. Jana Chrzciciela. Dwa lata później został postrzyżony w wielką schimę, powtórnie zmieniając imię zakonne na Jan. Powrócił do życia pustelniczego, a lata, które przeżył w skicie w niemal całkowitej samotności, wspominał następnie z wielką radością. Jednak z powodu ogromnego spadku liczby mnichów zamieszkujących skit św. Jana Chrzciciela utrzymywanie tej placówki stało się niemożliwe i Jan musiał przenieść się do głównego klasztoru Wałaamskiego. Tam też żył w latach 1937-1940 r., pełniąc obowiązki pomocnika spowiednika mnichów. 
W 1940 r., gdy na mocy traktatu pokojowego kończącego wojnę radziecko-fińską ziemie, na których znajduje się monaster Wałaamski, miały być przekazane ZSRR, mnisi postanowili wyjechać do Finlandii w obawie przed prześladowaniami ze strony władz radzieckich. Schimnich Jan razem z braćmi zamieszkał w utworzonym z myślą o nich klasztorze, który otrzymał nazwę Nowego Wałaamu. Pracował razem z innymi mnichami w polu i w lesie, pełnił obowiązki spowiednika wspólnoty, zaczął też przyjmować penitentów świeckich oraz prowadzić korespondencję z uczniami duchownymi. Kontakt listowny utrzymywał z rosyjskimi prawosławnymi emigrantami z całego świata, osobami wywodzącymi się z różnych klas społecznych i o różnym stopniu wykształcenia, a także z wieloma mniszkami z Monasteru Piuchtickiego w Estonii, które poznał w poprzednich latach, gdy przybywały na Wałaam. Ostatnie miesiące życia spędził w domu dla osób starszych w Heinävesi. Został pochowany na cmentarzu Nowego Wałaamu.
W latach 50. XX wieku część listów Jana została wydana drukiem na łamach pisma Aamun Koitto, w języku fińskim autorstwa hieromnicha Pawła (Olmariego). W 1956 r. zbiór wybranych listów Jana został opublikowany w Helsinkach po rosyjsku. Do publikacji wyboru listów w formie książki przekonał mnicha pisarz Tit Kollander. Wybrane listy schimnicha były również publikowane w językach angielskim, serbskim i polskim.

## Kult
W 2018 r. Jan (Aleksiejew) został kanonizowany przez Patriarchat Konstantynopolitański, na wniosek autonomicznego Kościoła Prawosławnego Finlandii. W 2021 r. w Finlandii znajdowały się dwie kaplice, których był patronem: w Sevettijärvi oraz na wyspie Hailuoto.